# Rupert Gruber
Rupert Gruber (* 27. Juni 1689 in München; † 15. Februar 1740) war regulierter Chorherr im Benediktinerkloster Gars und Gelehrter.

## Werke
- Regula S. Augustini considerationibus moralibus illustrata. München, 1727
- Iura et privilegia Canonicorum regularium. 1747

## Quelle
- Clemens von Baader: Das gelehrte Baiern oder Lexikon aller Schriftsteller, welche Baiern im achtzehnten Jahrhunderte erzeugte oder ernährte. Nürnberg, Sulzbach, 1804

| Personendaten    | Personendaten                                               |
| ---------------- | ----------------------------------------------------------- |
| NAME             | Gruber, Rupert                                              |
| KURZBESCHREIBUNG | deutscher Benediktiner, Chorherr im Kloster Gars, Gelehrter |
| GEBURTSDATUM     | 27. Juni 1689                                               |
| GEBURTSORT       | München                                                     |
| STERBEDATUM      | 15. Februar 1740                                            |